# 萨拉卡察尼人
萨拉卡察尼人（希臘語：Σαρακατσάνοι），居住在希腊的一个族群，以传统的迁移性放牧为生，是希腊的原住民，在毗邻的保加利亚、阿尔巴尼亚南部和马其顿共和国也有少量分布。历史上，萨拉卡察尼人以品都斯山脉和希腊本土的其他山脉为中心，如今绝大多数已放弃游牧生活，城市化的程度已颇为显著。

## 名字
关于「萨拉卡察尼人」这个名称的起源有多种理论，根据最流行的一种，这个名称源自土耳其语的karakaçan（kara意为「黑」，kaçan意为「逃犯」），这是在奥斯曼帝国统治希腊的时期，对那些身穿黑衣、在山地健步如飞之人的称谓。而根据另一种理论，这个名称来源于一个叫做Sakaretsi的村庄，据说那里是萨拉卡察尼人的故乡。

## 历史和起源
尽管古典时代与中世纪时代对此少有记载，但多数学者认为萨拉卡察尼人是希腊人，可能是希腊古典时期前当地土著牧民的后裔。理由基于语言学上的证据，以及传统文化和社会经济体制的某些方面。一个基于语言学和物质文化的流行理论称，那些在山上与世隔绝长达数个世纪多利安人是萨拉卡察尼人的先祖。他们的起源一直引发着广泛而永久的兴趣，从而导致了数个在萨拉卡察尼人周边的实地考察。

### 记录
许多19世纪对萨拉卡察尼人的描述并未将其与希腊另一支主要的游牧部落——讲罗曼语族语言的瓦拉几人区分开来。在许多情况下，萨拉卡察尼人被简单地描述为瓦拉几人。帕纳伊奥蒂斯·阿拉万蒂诺斯讨论了阿尔瓦尼特瓦拉几人（暂定译名，即阿尔巴尼亚瓦拉几人，是阿罗蒙人的一支）是如何被误称为萨拉卡察尼人的——尽管后者显然是希腊血统。他揭示了两个民族之间的差异，并指出阿尔瓦尼特瓦拉几人实际上应称作Garagounides或Korakounides。萨拉卡察尼人还有其他称谓，如鲁梅利奥泰人（Roumeliotes）或莫雷泰人（Moraites），这与到他们被发现的地方有关。现代希腊的第一位国王奥托一世对萨拉卡察尼人的崇拜众所周知，据说在他在位的早期，与一名萨拉卡察尼女子生有名叫坦加斯（Tangas）的私生子。
20世纪以来，诸多学者研究了萨拉卡察尼人的语言、文化和种族背景。其中，丹麦学者卡斯滕·赫埃在1920 – 1925年间曾两度去希腊游历，研究他们的方言和叙述，可以说是最有影响力的。他指出，目前在萨拉卡察尼人方言中没有明显的外来词的痕迹——无论是在发音上，还是在整体的语法结构上都是如此。赫埃试图在古典希腊时期的游牧民族中找到类似的例子，但他也在他们的物质文化中发现了定居的痕迹。他拜访了伊庇鲁斯的萨拉卡察尼人，在交谈中提及了希腊境内没有定居点的其他部落。
对于频频提及的“萨拉卡察尼人是‘最纯净的古希腊人’”这一观点而言，赫埃的合理化相当重要，德国学者博伊尔曼对这种合理化表示抵制。在18世纪之前，关于萨拉卡察尼人似乎没有任何书面记载，但这并不意味着他们之前不存在。“萨拉卡察尼人”是一个古老民族的新名字，他们孤立于其他当今希腊的居民之外长达数百年。
Georgakas（1949年）和Kavadias（1965年）认为，萨拉卡察尼人是古典时期希腊前居住在山区的古老游牧民族的后裔，或者是14世纪被迫转为游牧民的希腊农民的后裔。希腊民俗学家Angeliki Hatzimihali一生都在研究萨拉卡察尼人，她注意萨拉卡察尼人的游牧生活、社会组织及艺术形式中有着典型的希腊文化的元素。她还指出，萨拉卡察尼人的装饰艺术和古典希腊时期前的几何艺术之间有着相似性。
英格兰历史学家和人类学家约翰·K·坎贝尔得出结论：萨拉卡察尼人一定一直生活在同样的环境和地域——至少与他在20世纪50年代中期发现他们时的情况相差不大。他同样强调了他们和瓦拉几人之间的差异，认为萨拉卡察尼人是希腊民族中一个独特的社会群体。英国历史学家尼古拉斯·哈蒙德在仔细研究过伊庇鲁斯的萨拉卡察尼人后，认为拜占庭帝国早期——至迟12世纪——被瓦拉几人驱逐的希腊人在格拉莫斯山脉和品都斯山脉放牧，他们便是萨拉卡察尼人的祖先。
此外，关于萨拉卡察尼人的起源还有一些相对冷门的理论。其中E. Makris（1990年）认为，他们是新石器时代前的人种，而伦敦的学者John Nandris将他们归入了一个更复杂的、相互影响的游牧民族体系，而阿诺德·范亨讷普则将萨拉卡察尼人与耶吕克人联系起来。

### 萨拉卡察尼人和瓦拉几人
罗马尼亚人和阿罗蒙人的学者试图证明萨拉卡察尼人和阿罗蒙人的有共同的起源；后者统称为瓦拉几人，构成了另外一支主要的希腊游牧部族，讲阿罗马尼亚语（属东罗曼语支），而萨拉卡察尼人讲的明显是希臘語的北方方言。尽管萨拉卡察尼人的希腊方言中有一些源自瓦拉几人的基础词汇，然而最近的一项研究指出，阿罗马尼亚语对萨拉卡察尼方言的影响并非古代的借词，而是因近代的联系和经济依存关系被纳入希腊语。
萨拉卡察尼人与瓦拉几人在希腊的分布有重叠之处，但萨拉卡察尼人的范围向南延伸更远。尽管两个民族之间有着差异，他们往往因相同的生活方式（游牧）而被混淆，致使萨拉卡察尼人经常被描述为瓦拉几人。而且“瓦拉几人”一词自拜占庭时期起就被用来不加区分地指代希腊所有的游牧民族。此外，对于“一个游牧民族（如萨拉卡察尼人）放弃自己原来的语言，然后把所有的口头传统转为希腊文，并在几代之内创造一个崭新的希腊方言”这种假设，必须谨慎考察。
约翰•坎贝尔在他20世纪50年代的研究之后指出，萨拉卡察尼人与瓦拉几人的情况不同，阿罗蒙人和阿尔瓦尼特瓦拉几人使用希腊语和阿罗马尼亚语，而萨拉卡察尼人则仅讲希腊语。他还声称，由于沿海平原地区的冬季牧场有限，不断增加的压力导致两个民族之间的纠纷。此外，在他研究期间，瓦拉几人所居住的村庄中通常没有牧民，而他们的文化元素，如艺术形式、价值和制度等，均与萨拉卡察尼人不同。比如从两个民族女子的嫁妆就可看出，萨拉卡察尼人女子地位较低，并要遵守更严格的宗法制。
萨拉卡察尼人一直强调自己是希腊人，并否认与瓦拉几人有所关联。瓦拉几人也把萨拉卡察尼人视为一个单独的族群，称其为Graeci（意为希腊人）——这个名字被自称为Armânji的阿罗蒙人用来称呼那些说希腊语的族群以示区别。

## 文化
萨拉卡察尼人的语言是希腊语的北部方言萨拉卡察尼语，其中有许多现代希腊语的其他变种并未包含的古希腊语的元素。他们的民间艺术包括歌曲、舞蹈、诗歌，以及一些装饰用的木雕和传统服饰上的刺绣，与古典希腊前的几何艺术很相似。在医疗方面，他们使用一些土法偏方，如草药、蜂蜜和羊羔血等。
居住、衣着和服饰使得萨拉卡察尼人形成一个独特的社会和文化群体，是希腊遗产的一部分，但他们并不是一个少数民族。如今，几乎全部萨拉卡察尼人都已经放弃了游牧生活，被现代希腊人的生活方式所同化，但仍然一直努力保护他们的文化遗产。

### 家族的亲属关系和荣誉
萨拉卡察尼人之间的亲属关系依附于一个牢固的父系制度。推算血统时，家族成员仅沿父系计算；确定家庭关系时，公认一个人的祖父母、外祖父母的后代是他的亲戚。第二代表亲之外不算亲属。亲属关系内，家庭是基本单元，也是合作团体。一个大家庭中，夫妻是核心，成员还包括他们的未婚子女，往往还有他们结婚不久的儿子儿媳。萨拉卡察尼人的家族构成的网状系统包括共同义务和在涉及成员荣誉的情况下合作。
萨拉卡察尼人的婚姻由家庭包办，同族不得通婚。新娘必须将家具、服装、初生羊羔或等值现金作为嫁妆带入夫家。丈夫则会从他父亲那里分得羊群，通常这些羊仍由他的父亲和家族管理，直到他结婚数年后再移交给他。新婚夫妇最初在夫家附近居住，而离婚、再婚和孀居则是未知。
荣誉于萨拉卡察尼人而言极为重要，家庭中任何成员的行为都会对其所有成员造成影响。因此，“避免负面舆论”为达到“社会公认的价值尺度”提供了强有力的诱因。男性有维护家族荣誉的职责，同时也需警惕其余家庭成员的行为。

### 宗教
萨拉卡察尼人信奉希腊正教，并常与希腊教会联系在一起。上帝见于强烈的家长式作风的词语，比如保护者和养家者，或是恶行的审判者和惩罚者。通常认为，家庭反映了圣父、马利亚和耶稣之间的关系，父亲是一家之主，负责家庭的精神生活，每户都构成了一个独立的教区。他们将基督教与诸如邪眼之类的民间信仰混在一起，而对迷信的信仰和仪式一直是萨拉卡察尼人的传统，但他们之间并没有正式的巫师之流。
萨拉卡察尼人庆祝圣乔治和圣德默特琉的宗教节日——这正好在他们春季和初冬的季节性迁徙之前。特别是圣乔治的宗教节日，每家杀死一只羔羊以纪念圣人，这个仪式也标志着圣诞节和基督的复活，而复活节那一周则是萨拉卡察尼人宗教生活中最重要的仪式时间。在正式的基督教历之外的其他纪念活动有婚礼和葬礼，后者不仅涉及死者的直系亲属，也包括所有的亲族成员，而丧葬习俗则与教会一致。服丧多以女性为主，而这其中很大一部分是寡妇。教会的宣传使人们相信来世，某种程度上，基督教前的民间宗教给这一点增加了一些特色。

### 畜牧业
萨拉卡察尼人一般在山上度过夏季，冬季则返回较低的平原。在四月的圣乔治节前夕开始迁移，在圣德默特琉日前夕（10月26日）开始返回。但是根据一些理论，萨拉卡察尼人并非一直是游牧民族，只是为了逃离奥斯曼帝国的统治才转到严苛的山区游牧生活。在希腊的一些山区能见到萨拉卡察尼人，处在希腊北部的一些部落会在夏季越过边境线进入邻国——阿尔巴尼亚、保加利亚和南斯拉夫——这条相当通畅的道路一直持续到20世纪中叶。1947年后，随着冷战的开始，这些国家间的边境线被封锁，部分萨拉卡察尼人被困在国外而无法返回希腊。

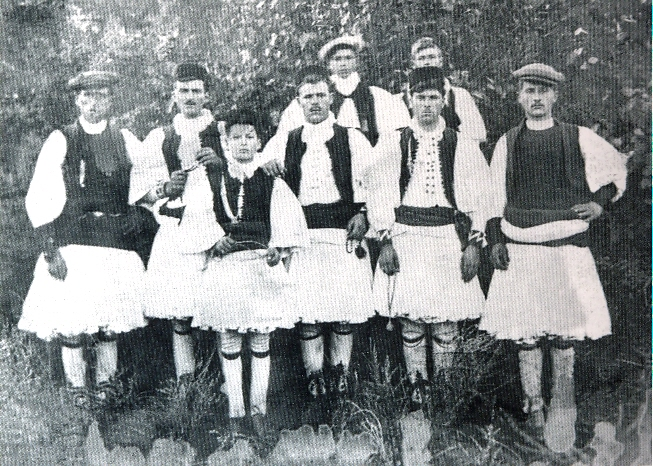
希腊西马其顿的萨拉卡察尼男子。（1935年）

传统上，萨拉卡察尼人的定居点位于牧场或其附近——无论夏季还是冬季。住宅颇具特色，最典型的是用树枝建造的圆顶小屋，上覆茅草。第二种是木制横梁、覆有茅草的长方形结构。无论哪种结构，住宅的核心都是一个石炉。地板和墙壁涂抹了泥和骡粪。自20世纪30年代后期以来，国家对公民登记的要求使得大部分萨拉卡察尼人在夏季牧场附近的村庄取得了合法居留权，许多人还在那些村庄中建造了房屋。
传统的萨拉卡察尼聚落由一群相互协作的家庭组成，通常由血缘或婚姻的纽带联系在一起。他们在牧场附近的平坦的土地上集中建造住房，以及附近的附属建筑。这种复合体被称为stani（στάνη），这个词也用来指协作组共享租来的土地，每位家主在季末时会支付给tselingas（stani的领导者，土地最初以他的名义租用）一定份额。在某人去世后，他的个人财产主要由男性成员继承，儿子会继承其父母所拥有的羊群和财产的份额，而家居用品可能会由女儿继承。
他们的生活一年到头都在围着羊群打转，男性通常负责羊群的安全和一般护理（如剪毛和挤奶）；而女性则负责建造住房和羊圈、照顾孩子、家务、筹备、纺纱、染羊毛以及养鸡（鸡蛋是他们唯一的个人收入来源）。妇女还要经营菜园，与一些野菜一起，用于补充家庭饮食。当男孩长到可以照看羊群后，他们就会陪着自己的父亲，并学习他们将来会需要的技能。同样，女孩也通过观察和协助她们的母亲来学习。

## 人口统计
到20世纪中叶，萨拉卡察尼人分布在希腊的许多地方，希腊北部地区的部落经常在夏季迁移到到周边国家，如阿尔巴尼亚、南斯拉夫南部、保加利亚和东色雷斯。在20世纪40年代，国境线被关闭，少数萨拉卡察尼人不得不落户于希腊之外。如今，绝大多数萨拉卡察尼人生活在希腊，一些留在保加利亚，而留在阿尔巴尼亚和马其顿共和国的人数则没有数据。
多年来，萨拉卡察尼人的数量一直难以确定，因为他们人数分散，在夏季和冬季还会迁移，而他们不被视为一个独特的群体也使普查数据并未详细说明他们的人数。此外，他们常与其他民族混淆，特别是瓦拉几人。然而在20世纪50年代中期，他们在希腊的人数据估计为80,000人，但那个时期，于大多数希腊人而言，城市化的进程已经开始，而萨拉卡察尼人在停止游牧之前的数量尚属未知。
萨拉卡察尼人主要见于希腊本土，即在品都斯山脉及其南延部分恩吉奥纳山脉、希腊中部的帕纳塞斯山和帕奈托利科山、优卑亚岛中部、伯罗奔尼撒北部山区、色雷斯的罗多彼山脉、奥林匹斯山和奥萨山以及部分马其顿地区。他们中的绝大多数已经放弃了游牧生活，在村庄永久居住，而他们的后代则大多居住在希腊主要城市。
根据2011年的人口普查，保加利亚有2556人被认定为萨拉卡察尼人（karakachani），与2001年人口普查得到的4107人相比显著减少。然而，他们的人数估计可达25000人。大多数生活在巴尔干山脉、里拉山脉和保加利亚东北部。1991年，在斯利文成立了萨拉卡察尼人文化与教育联合协会。
保加利亚的萨拉卡察尼人自认是希腊人，认为自己是“最纯粹的希腊人”；他们还补充说，他们是保加利亚的卡拉卡昌人，因为他们生活在保加利亚，而他们的祖先也多是出生在这里。与他们的希腊方言和自我认同相对的是，保加利亚政府认为萨拉卡察尼人是源于瓦拉几人或斯拉夫人的一个族群，区别于保加利亚的希腊人。另一种来自保加利亚的理论称，萨拉卡察尼人是色雷斯人希腊化后的后裔，由于他们生活在山区与世隔离，而未被斯拉夫化。
关于马其顿共和国内萨拉卡察尼人的记叙颇为罕见，也许是为了避免希腊以“萨拉卡察尼人的希腊血统”为由提出领土要求。然而，有报道提及萨拉卡察尼人居住在比托拉附近以及斯科普里以南的山区，但在更北的科索沃也能见到他们。

## 无根与仪式化
在她的An Island Apart一书中，旅行作家萨拉•惠勒追踪了萨拉卡察尼人在优卑亚岛的后代（在波罗斯岛上也可以见到他们）。她写道：
|  | 这个有着看上去很神秘的起源、神出鬼没且离群索居的游牧部落深深地迷住了我。他们遍布巴尔干半岛，并与大陆北部的品都斯山脉和罗多彼山脉紧密相关：在五十年代他们有大约八万人。他们每年有一半的时间在山上的牧场，剩下的一半会在低地度过。他们的无根性被复杂的仪式化（遍布生活的各个方面，从服装到道德准则）很好地平衡了。优卑亚岛是除波罗斯岛（他们曾到达的最南端，也许埃伊纳岛也是一样）外唯一曾有萨拉卡察尼人居住的岛屿。直到本世纪，他们在岛上的居住范围从哈尔基斯-基米线以北一直到圣安娜附近，岛上大部分萨拉卡察尼人住在Skiloyanni周边的村落里。在坎蒂利山上共有五十户居民，穿着特制的工作服采树脂。几十年前，那些萨拉卡察尼妇女还穿着传统服饰坐在棚屋外拍照。她们白皙的皮肤看上去一点也不像是希腊人，这也许可以解释你现在能看到的金发。萨拉卡察尼人在当地居民中有很多名字，这些名字大都源于他们来自的地方。在优卑亚，他们因来自希腊中部（即鲁米利亚地区）而被称作Roumi、Romi或Roumeliotes。人们总会将他们误认为瓦拉几人。他们现在开始定居，在他们拥有的牧场上从事农耕。他们的故事是全面同化的例子之一。 |

## 著名的萨拉卡察尼人
军方人士
- 安东尼斯·卡灿托尼斯（英语：Antonis Katsantonis），一个希腊爱国者（英语：klepht）
- 乔治斯·卡赖斯卡基斯（英语：Georgios Karaiskakis），希腊独立战争中的英雄
- 阿纳斯塔西奥斯·卡拉塔索斯（英语：Anastasios Karatasos），希腊独立战争的统帅之一
- 季米特里奥斯·卡拉塔索斯（英语：Dimitrios Karatasos），希腊独立战争的将领之一

民选官员
- 亚历山德罗斯·卡拉索佐罗斯（英语：Alexandros Karathodoros）
- 莱夫泰里斯·扎戈里蒂斯（英语：Lefteris Zagoritis）
- 乔治斯·苏夫利亚斯（英语：Georgios Souflias）

## 图集

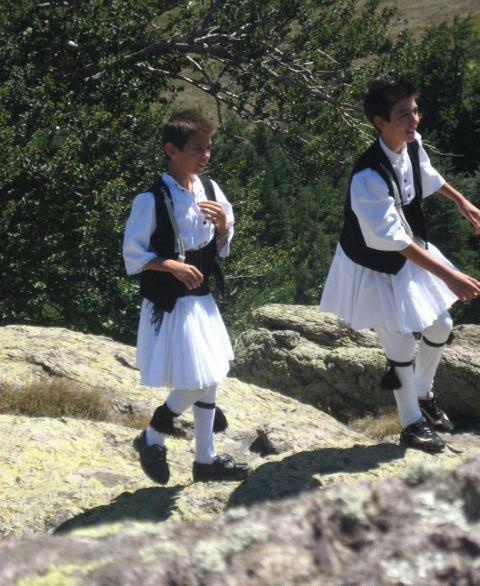
身穿白短裙（英语：fustanella）的萨拉卡察尼儿童。
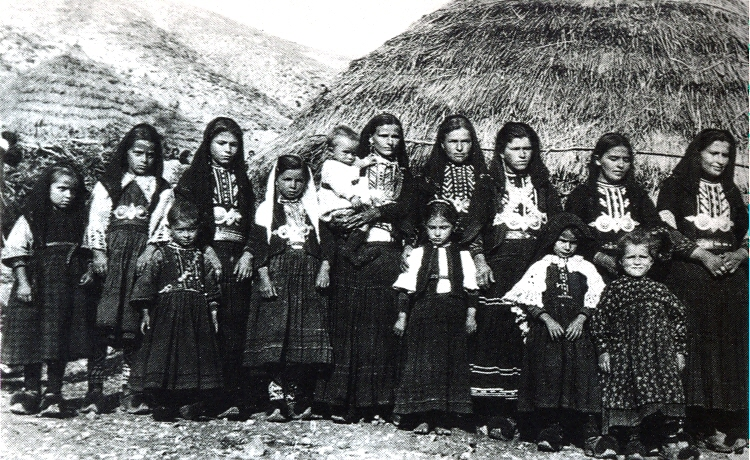
1922年，萨拉卡察尼女子，希腊伊庇鲁斯。
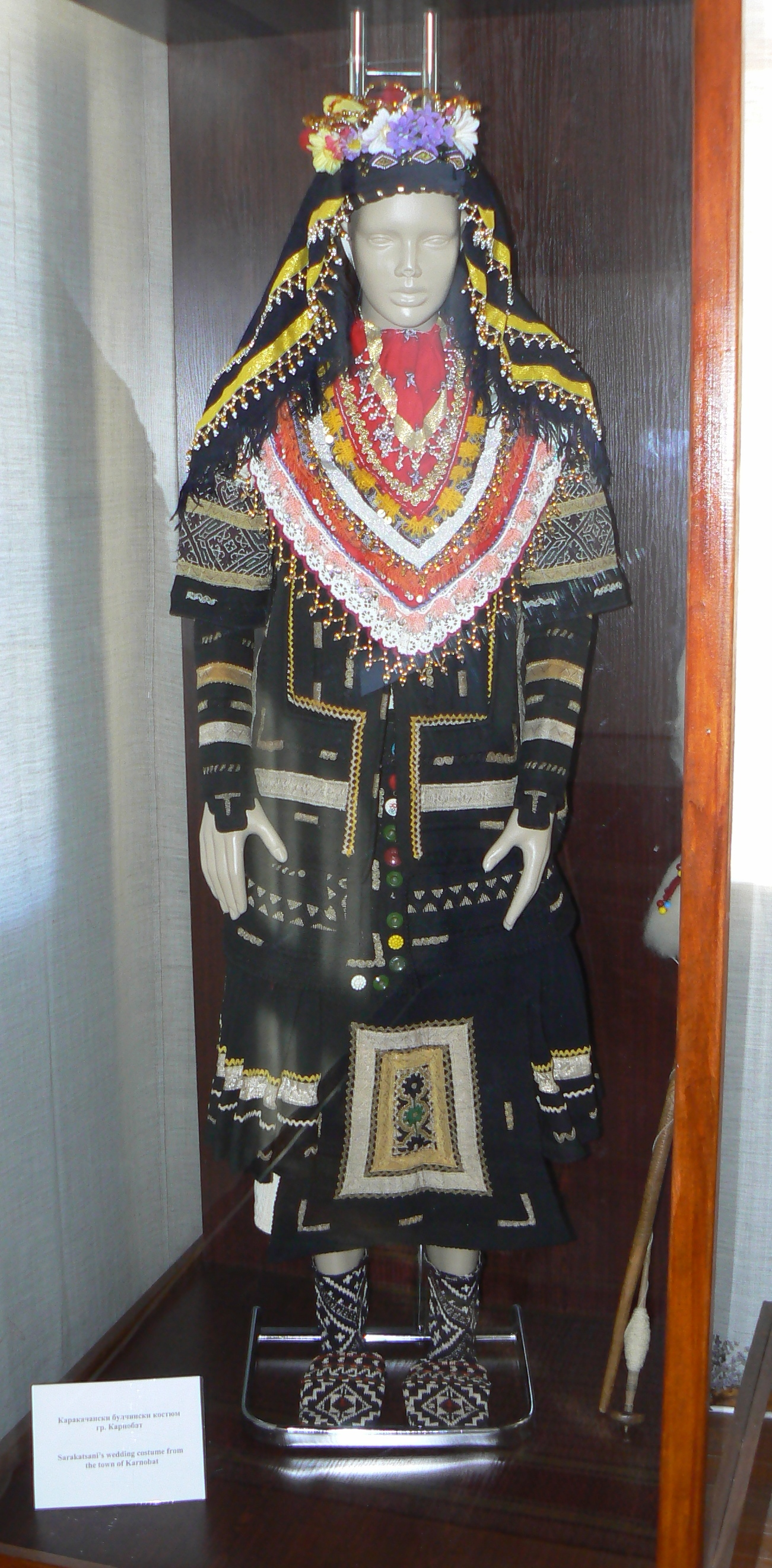
萨拉卡察尼女性的传统婚礼服饰，保加利亚卡尔诺巴特。
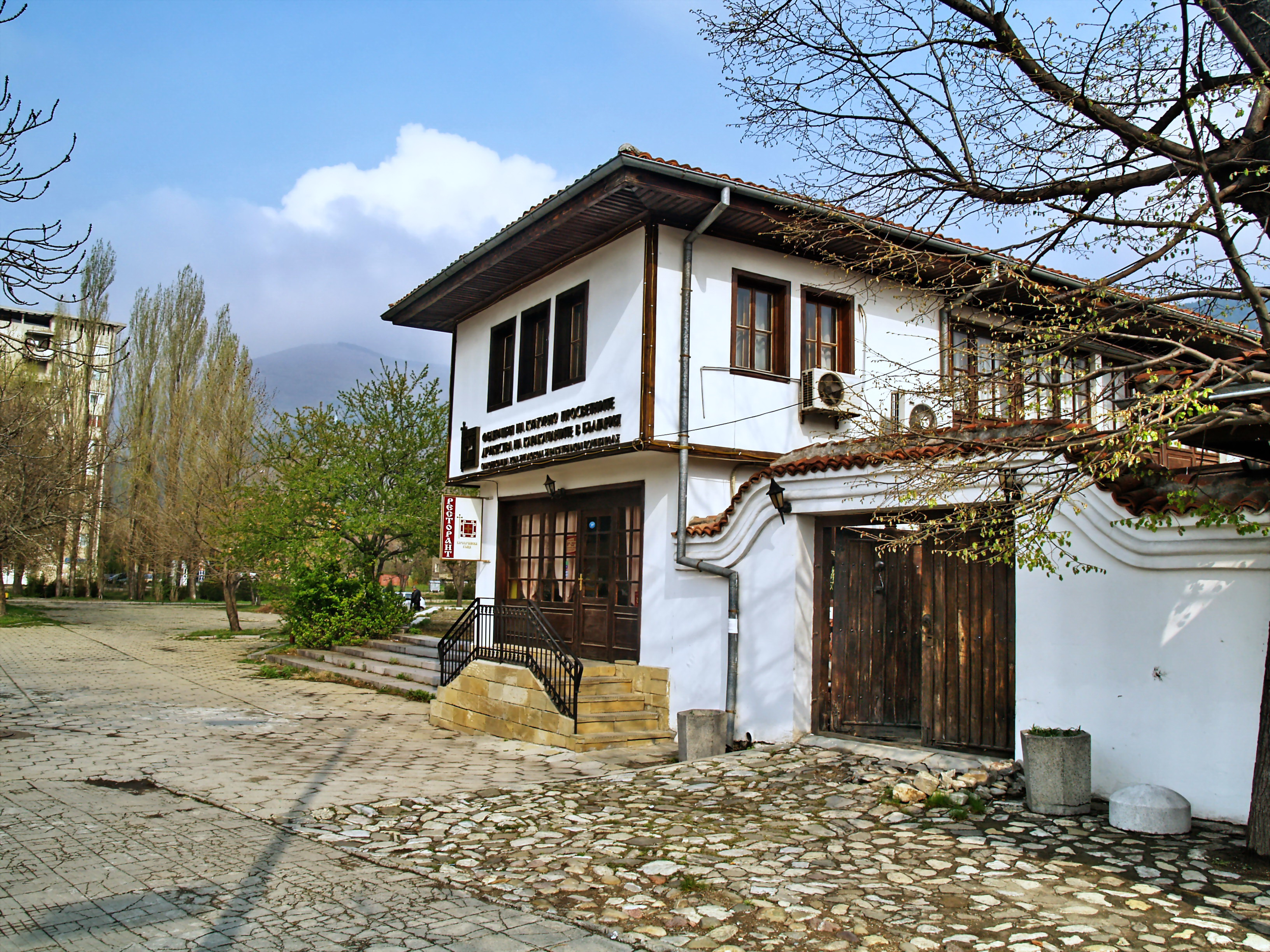
保加利亚斯利文的萨拉卡察尼人联合会。
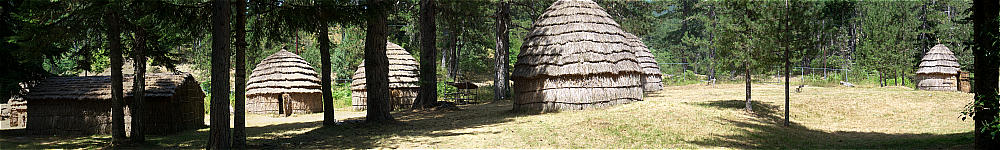
希腊伊庇鲁斯，重建的萨拉卡察尼村镇。